# Ocotea floccifera
Ocotea floccifera là loài thực vật có hoa trong họ Nguyệt quế. Loài này được Mez & Sodiro miêu tả khoa học đầu tiên năm 1905.